# Ziynet Sali
Ziynet Sali, née le 29 avril 1975 à Nicosie, est une chanteuse nord-chypriote.

## Biographie

### Début de vie
Ziynet Sali naît à Nicosie le 29 avril 1975.
Elle passe son enfance en Angleterre et devient citoyenne britannique, puis effectue ses études universitaires à Istanbul à partir de 1994. En 1999, elle sort diplômée du conservatoire d'État de l'Université technique d'Istanbul (en), option musique.

### Carrière musicale
Elle sort son premier album, Ba-Ba, en 2000. Celui-ci comprend des chansons uniquement en turc. Son deuxième album, Amman Kuzum, sorti en 2004, comprend des chansons en turc et en grec. Elle commence à chanter en anglais en 2017.
En novembre 2024, elle se produit au Kıbrıs Grand Sapphire Resort d'İskele, commémorant les 41 ans de Chypre du Nord.

### Carrière d'actrice
En plus de son activité musicale, elle joue dans des séries télévisées et des films.

### Vie privée
Elle se marie en 2019 au guitariste Erkan Erzurumlu.

## Albums
Les albums de Ziynet Sali sont :
- Ba-Ba (2000)
- Amman Kuzum (2004)
- Mor Yıllar (2006)
- Herkes Evine (2008)
- Sonsuz Ol (2012)
- No 6 (2015)
- Yaşam Çiçeği (2021)